# 실크 소닉
실크 소닉(Silk Sonic)은 미국의 R&B 슈퍼 듀오으로, 가수 브루노 마스와 가수 앤더슨 팩이 멤버로 있다. 2021년 3월 5일, 데뷔 싱글 "Leave the Door Open"을 발매했다. 싱글 "Leave the Door Open"을 통해 제64회 그래미상(2022년) 올해의 레코드상과 올해의 노래상을 수상했다.

## 음반 목록
- An Evening with Silk Sonic